# Nasruddin Khan
Nasruddin Khan, död 1893, var emir av Khanatet Kokand mellan 1875 och 1876. Han var den sista regenten av Kokand, som annekterades av Ryssland 1876.